# Бирон, Густав Карлович
Принц Густав Карлович Бирон, князь Бирон-Вартенбергский (нем. Gustav Calixt Biron von Curland, 29 января 1780 — 26 июня 1821) — генерал-лейтенант прусской армии; участник наполеоновских войн; племянник последнего герцога Курляндского и внук фаворита императрицы Анны Иоанновны.

## Биография
Старший сын генерал-майора принца Карла Бирона (1728—1801) от брака его с польской княжной Аполлонией Понинской (1760—1800) родился 29 января 1780 года. Получил хорошее домашнее образование.
В 1802 году после смерти отца и длительного судебного процесса, унаследовал имение Вартенберг в Силезии. Из-за потери наследственного права на герцогство Курляндское ему была назначена ежегодная пенсия в размере 18 тысяч дукатов, кроме того, император Александр I даровал ему титул князя Бирона-Вартенбергского.
Службу начал в русской армии в лейб-гвардии полку, в 1805 году в чине лейтенанта состоял в штабном корпусе графа П. А. Толстого. Был пожалован в действительные камергеры. Принимал участие в войне четвёртой коалиции. Весной 1807 года во время осады наполеоновскими войсками крепости Козле отвечал за организацию обмундирования и провианта прусской армии. В знак благодарности 15 мая 1807 года был награждён орденом Красного орла.
15 мая 1807 года по приглашению короля Фридриха Вильгельма III перешёл на прусскую службу. С 12 декабря 1809 года в чине полковника состоял шефом второго прусского уланского полка. В кампании 1813—1814 годов командовал прусскими частями в партизанском отряде И. Тильмана.
Принимал участие в сражении при Вайсенфельсе, при осаде и взятии Мерзебурга и битве при Фрейбурга. Был награждён Железным крестом 2 степени. В феврале 1814 года под командованием Г. Блюхера участвовал в битве Ла-Ротьере. 9 мая 1814 года был награждён орденом Pour le Mérite.
Во время летней кампании 1815 года состоял в качестве командира бригады в V корпусе генерала Л. Йорка, находившемся в качестве резерва на Эльбе. В октябре 1815 года был уволен в длительный отпуск по болезни. 4 декабря 1816 года назначен военным губернатором в Глаце.
30 марта 1817 года произведен в генерал-лейтенанты. По отзыву современника, Густав Бирон был великолепным рассказчиком, назубок знающим историю Силезии.
Скончался 26 июня 1821 года на курорте Бад-Эмс, где находился на лечение ран, полученных в войне.

## Награды
Королевства Пруссия:
- Орден Красного орла (1807)
- Железный крест 1-го класса и 2-го класса на чёрной ленте (1813)[5]
- Орден «Pour le Mérite» с дубовыми листьями (9 мая 1814)[6]

Прочие:
- Орден Святой Анны 1-й степени (14 июля 1806, Российская империя)
- Орден Святого Георгия 4-го класса (Российская империя)
- Орден Святого Владимира 1-й степени (Российская империя)
- Военный орден Марии Терезии, рыцарский крест (30 мая 1814, Австрийская империя)[7]

## Семья
Жена (с 08.09.1806) — графиня Франциска (Фанни) фон Мальтцан (1790—1849), дочь графа Александра фон Мальтцан-Вартенберг и внучка прусского политика. Во втором браке (с 1833 года) была замужем за генерал-лейтенантом Густавом фон Штранцем (1784—1865). Была очень красивой женщиной с большими талантом к живописи. Ее акварели и рисунки пользовались успехом на выставках в Вроцлаве, многие из них сохранились до наших дней. Её мужское потомство от брака с Бироном продолжается и в наши дни:
- Луиза (1808-1845) — с 1829 года замужем за графом Альфредом фон Хохенталь (ум. 1860).
- Лаура Франциска (1810-1812)
- Карл Фредерик (1811-1848) — капитан прусской армии, умер от тифа.
- Антуанетта (1813-1882) — с 1834 года замужем за генерал-майором Лазарем Екимовичем Лазаревым (1797—1871).
- Фанни (1815-1888) — с 1850 года замужем за генералом Леопольдом фон Бойеном (1811—1886), сыном военного министра Пруссии.
- Каликст Густав[нем.] (1817-1882) — с 1845 года женат на княжне Елене Васильевне Мещерской (1820—1905).
- Пётр Густав (1818-?)

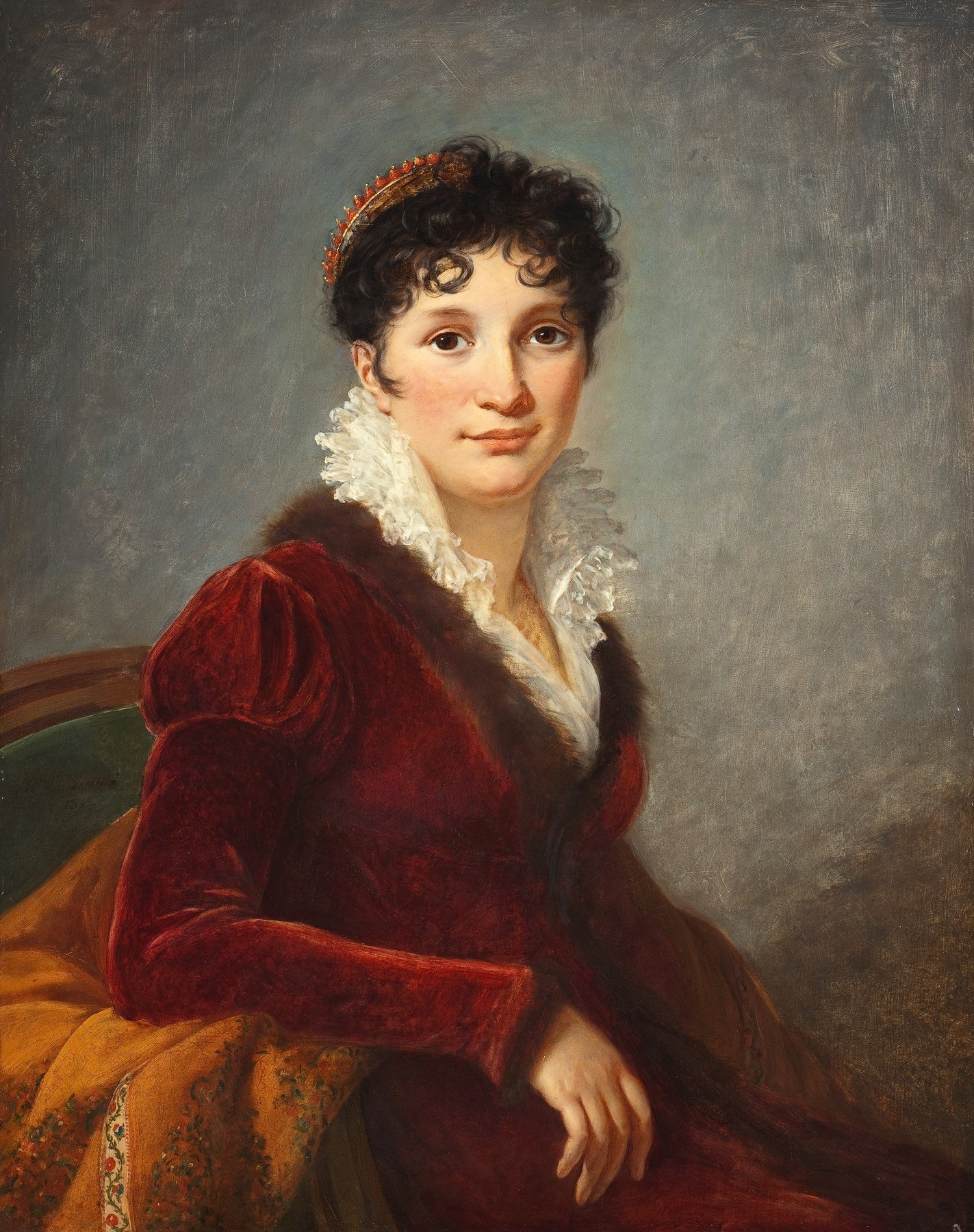
Жена, Франциска фон Мальтцан, портрет работы Э. Виже-Лебрен, 1810 г.
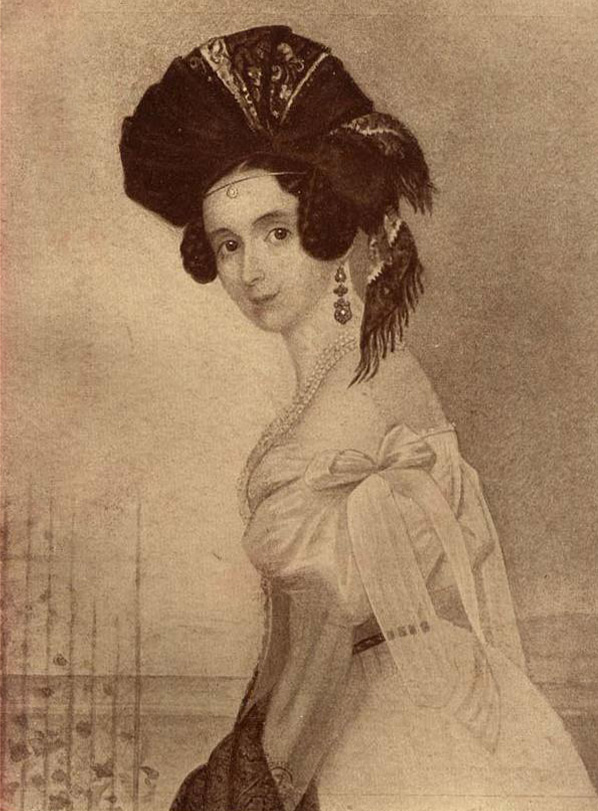
Дочь, Антуанетта фон Бирон (в замужестве Лазарева), портрет работы А. Брюллова, 1830-е гг.
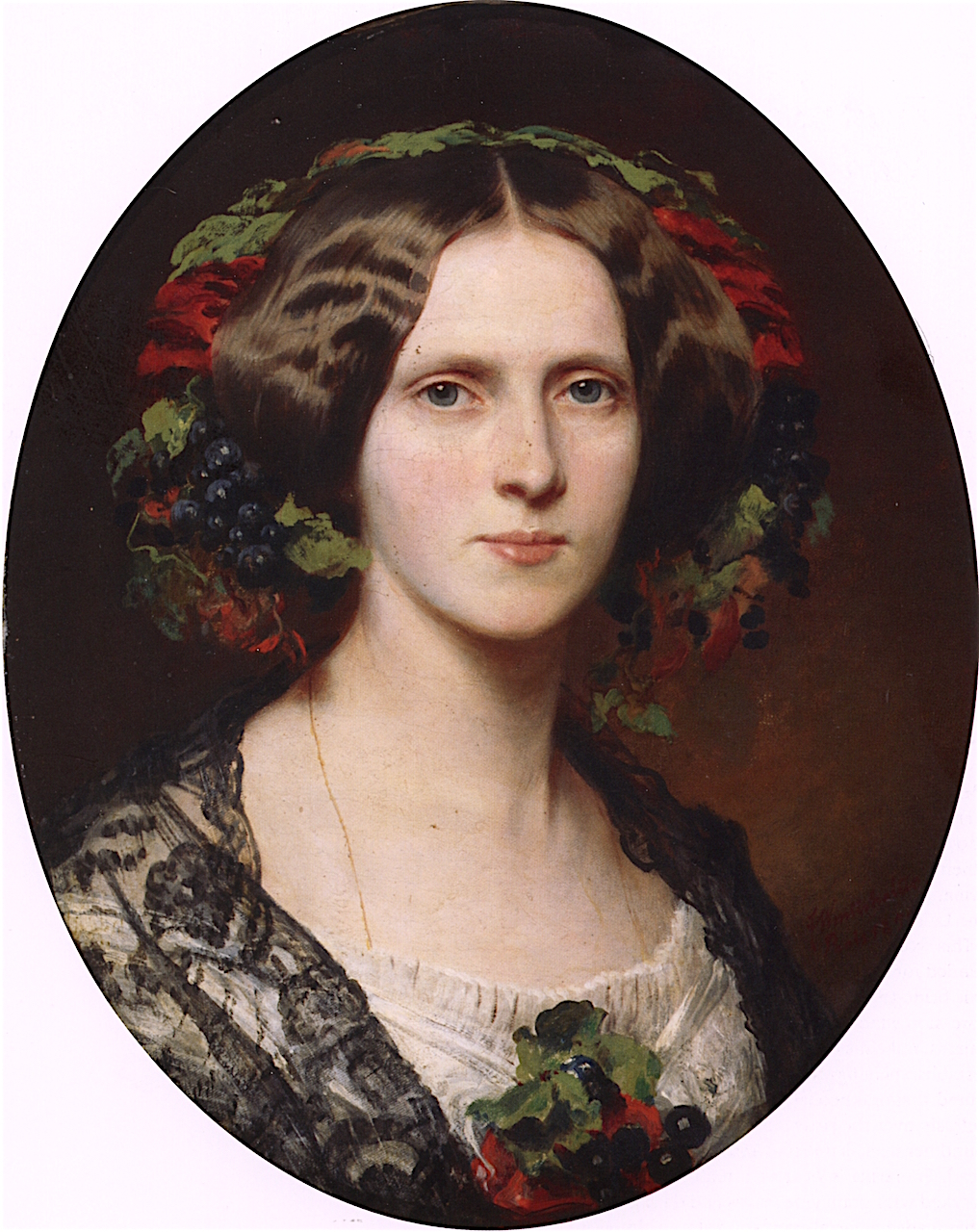
Дочь, Фанни фон Бирон (в замужестве фон Бойен), портрет работы Ф. Винтерхальтера, 1850 г.
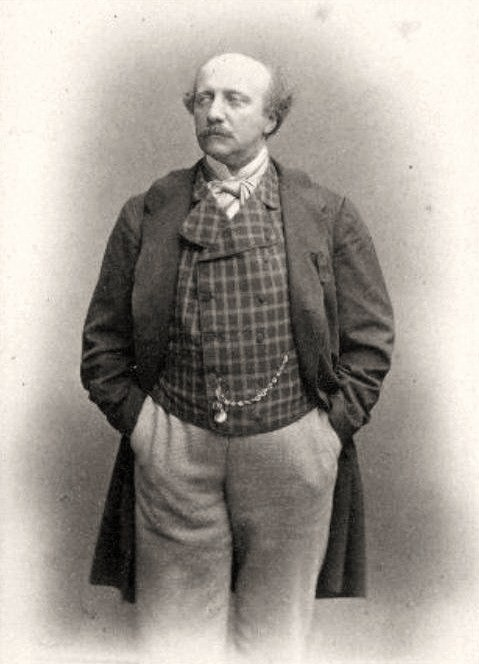
Сын, принц Каликст Густав Бирон, фото 1860-х гг.